# 阿尔巴尼亚通讯
阿尔巴尼亚通讯包括无线电、电视、固定和移动电话以及互联网。

## 电话
固定电话:
- 电话区号：+355 [1]。255,000 (2003)

移动电话:
- 110万(2003)

电话系统:
- 一般性评估: 尽管在固定电话上有新投资, 但是固定电话的密度在欧洲依然是最低的，大约8部/100人。但是手机的使用非常普遍，而且很有效率。
- 国内: 固定电话容量的不足正在弥补, 移动电话服务从1996年开始使用; 2003年二个公司提供的移动服务比巴尔干半岛的其他邻国的密度更大
- 国际: 国家代码- 355; 固定电话缺乏; 移动通讯充足

## 广播电视
广播电台:
- AM 13, FM 4, 短波2(2001年)

收音机:
- 160万(2008年)

电视台:
- 3 (加上58 台转播) (2001年)

电视:
- 1,000,000 (2008年)

## 互联网
互联网国家代码:
- al [1]

互联网主机:
- 455 (2004)

网络服务提供商(ISPs):
- 10 (2001)

互联网用户:
- 1,000,000 (2012年)